# Bobby Bräuer

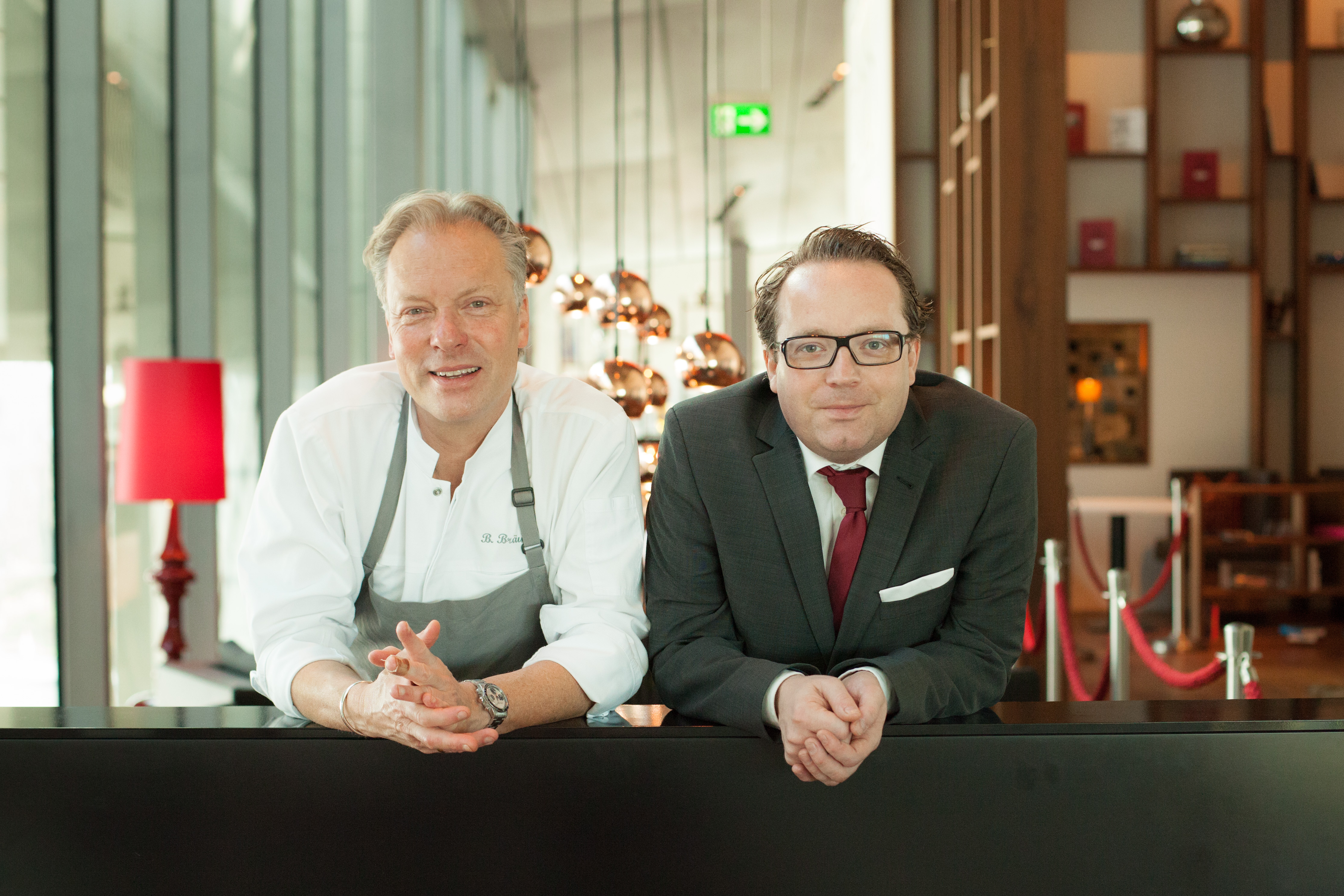
Bobby Bräuer, 2015 (links)

Martin „Bobby“ Bräuer (* 10. August 1961 in München) ist ein deutscher Koch.

## Leben
Bobby Bräuer machte nach zwei Semestern Studium BWL seine Lehre bei Otto Koch im Le Gourmet in München. Von 1985 bis 1987 arbeitete er in der Fischerzunft unter André Jaeger in Schaffhausen, danach in den Schweizer Stuben unter Dieter Müller. Von 1991 bis 1992 war er Souschef im Aubergine bei Eckart Witzigmann in München.
1992 wurde Bräuer Küchenchef im Al Pino in München, 1994 Küchenchef im Restaurant Königshof in München, das mit einem Michelin-Stern ausgezeichnet wurde. 1999 wechselte er zum Ca‘ Brunello in München. Ende 2001 wurde er Nachfolger von Günter Scherrer als Küchenchef und Geschäftsführer im Victorian in Düsseldorf, dann 2004 als Küchendirektor in Die Quadriga im Hotel Brandenburger Hof in Berlin. Beide Restaurants wurden mit einem Michelin-Stern ausgezeichnet. In Berlin wurde er 2007 auch zum Berliner Meisterkoch gekürt. Von November 2008 bis Ende 2012 kochte Bräuer im Petit Tirolia in Kitzbühel. Hier wurde er vom Gault Millau zum Koch des Jahres 2012 ausgezeichnet.
Im Februar 2013 wechselte Bräuer zur Eröffnung des Gourmetrestaurants „Esszimmer“ und als Küchendirektor der BMW Welt nach München. In den Restaurants der BMW Welt arbeiten 85 Festangestellte; Betreiber der Restaurants ist Feinkost Käfer. 2013 wurde das Restaurant Esszimmer  im Guide Michelin 2014 mit einem Stern und 18 Punkten im Gault Millau ausgezeichnet. Im November 2014 wurde dem Esszimmer der zweite Stern im Michelin 2015 verliehen.
Im September 2024 gab er bekannt, dass er das Esszimmer zum Ende 2024 verlassen wird. Vom Gastroführer Gault Millau wurde er Anfang 2025 mit dem Preis für sein Lebenswerk ausgezeichnet, ebenso von der Zeitschrift „Der Feinschmecker“.
Seit Anfang 2025 arbeitet er als selbständiger Koch und veranstaltet eigene Events.
2017 trat Bräuer bei der Kochshow The Taste auf dem Fernsehkanal Sat.1 als Gast-Juror auf. 2020 trat er erneut als Gastjuror bei The Taste auf.

## Privatleben
Bräuer ist seit 2001 mit der Autorin Stephanie Bräuer verheiratet.

## Auszeichnungen
- 2007: Berliner Meisterkoch
- 2011: Koch des Jahres 2012, Gault Millau Österreich[13] und Koch des Jahres im Bertelsmann Restaurantführer
- 2014: Zweiter Michelin-Stern im Michelin 2015 für das Esszimmer
- 2025: Ehrung für das Lebenswerk, Gault-Millau[9]

## Publikationen
- Feine Küche für Diabetiker, Zabert Sandmann, München 1999, ISBN 3-932023-32-3.
- Feinschmeckerküche für Diabetiker, Zabert Sandmann, München 2005, ISBN 3-89883-149-3.
- Ein Hot Dog und zwei Sterne, Gräfe und Unzer 2018, ISBN 978-3-8338-6522-0.